# Щербаков, Антон Николаевич
Антон Николаевич Щербаков (1908—1978) — русский советский писатель, автор романов, повестей и рассказов на морскую и военно-морскую тематику. После войны жил и работал в Эстонской ССР, являлся членом Союза писателей Эстонской ССР.

## Биография
Родился 28 июля 1908 в селе Курман (ныне часть посёлка Лашма) Касимовского уезда Рязанской губернии в семье рабочего местного чугуноплавильного завода.
Во время Великой Отечественной войны служил на флоте, после её окончания жил и работал в Эстонской ССР. Литературную карьеру начал в 1948, его рассказы и очерки печатались в журналах «Вымпел», «Советский моряк» и в альманахе «Эстония». Первым отдельным изданием стал сборник повестей и рассказов «Утро приносит заботы» (1962). Являлся членом Союза писателей Эстонской ССР.

## Отдельные издания
- «Утро приносит заботы» (1962, сборник)
- «В солнечные и ненастные дни» (1967, сборник)
- «Десант на Ореховый берег» (1969, роман), в 1978 таллинским издательством «Ээсти Раамат» издано в переводе на эстонский[3]